# Tom Lautenschlager

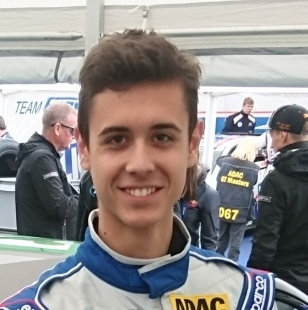
Tom Lautenschlager, Team Zelt, 29. April 2017, Oschersleben

Tom Lautenschlager (* 30. Oktober 1998 in Leonberg) ist ein deutscher Automobilrennfahrer.
Die Motorsportkarriere von Tom Lautenschlager begann 2012 mit Kart-Rennen auf regionaler Ebene. 2013 wurde er Meister des Süddeutschen ADAC Kart Cup. Nach diversen Laufsiegen 2014 und 2015 wurde er 2015 bester deutscher Kartfahrer der DKM (Deutsche Kart Meisterschaft). Diese Erfolge führten ihn 2016 in den Nachwuchsförderkader der ADAC-Stiftung Sport und in die Tourenwagen-Rennserie ADAC TCR Germany. Der Wechsel von ca. 40 PS Hinterradantrieb in einem Kart auf ca. 330 PS Vorderradantrieb in einem Tourenwagen (VW Golf VII TCR) wurde von ihm erfolgreich umgesetzt, so dass er sich am 21. August 2016 vorzeitig in Zandvoort den Junioren-Meistertitel sichern konnte. Er ist Nachfahre des ersten Grand-Prix-Siegers (1908) für die Daimler Motoren Werke, Christian Lautenschlager.

## Karriere
- 2012 – Beginn Kartsport mit diversen regionalen Rennen
- 2013 – Meister Süddeutscher ADAC Kart Cup
- 2014 – 13. Platz Trofeo Margutti Lonato (ITA) (Internationale Elite) / 6. Platz im Gesamtklassement des DMV Rhein-Main Kart Cup / 8. Platz im Gesamtklassement des ADAC Kart Masters / Fünf Laufsiege in nationalen Rennen
- 2015 – Bester Deutscher der DKM (Deutsche Kart Meisterschaft) / 5. Platz im Gesamtklassement der DKM
- 2016 – Junioren Champion ADAC TCR Germany mit dem Motorsport Team Engstler[1]
- 2017 – ADAC TCR Germany im Team "Target Competition" in einem AUDI RS3 LMS
- 2018 - Porsche Carrera Cup im Team   MSG/HRT Motorsport